# Lac Opémisca
Lac Opémisca är en sjö i Kanada.   Den ligger i regionen Nord-du-Québec och provinsen Québec, i den östra delen av landet, 500 km norr om huvudstaden Ottawa. Lac Opémisca ligger 354 meter över havet. Arean är 85 kvadratkilometer. Den sträcker sig 15,2 kilometer i nord-sydlig riktning, och 20,1 kilometer i öst-västlig riktning.
Trakten runt Lac Opémisca är nära nog obefolkad, med mindre än två invånare per kvadratkilometer.